# Ліга Європи УЄФА 2021—2022
Ліга Європи УЄФА 2021—2022 — 51-й сезон другого за престижністю клубного турніру під егідою УЄФА та 13-й з моменту перейменування Кубку УЄФА на Лігу Європи УЄФА.
Фінал відбувся 18 травня 2022 на стадіоні Рамон Санчес Пісхуан у Севільї (Іспанія). Фінал 2022 планувала прийняти Пушкаш Арена у Будапешті (Угорщина), але через зміну місця проведення фіналу 2020, кожен з попередньо запланованих господарів фіналів приймають натомість фінал наступного сезону. Тому господарем фіналу 2022 є стадіон Рамон Санчес Пісхуан (замість фіналу 2021), а фіналу 2023 — Пушкаш Арена (замість фіналу 2022). Переможець Ліги Європи УЄФА 2021—22 автоматично потрапляє до групового етапу Ліги чемпіонів УЄФА 2022—23, а також зіграє з переможцем Ліги чемпіонів УЄФА 2021—22 за Суперкубок УЄФА 2022.
Цей сезон буде першим після сезону 1998—99 (останній сезон, коли було проведено Кубок володарів кубків УЄФА), в якому УЄФА організовують одразу три великих клубних змагання — Ліга чемпіонів УЄФА, Ліга Європи УЄФА та новоутворена Ліга конференцій УЄФА. У результаті формат Ліги Європи зазнає значних змін. Кількість учасників групового етапу зменшили з 48 до 32 команд, а також значно зменшили кількість команд у кваліфікації. Плей-оф також зазнав змін: до першого раунду (стикові матчі) потрапляють лише другі місця групового етапу та треті місця групового етапу Ліги чемпіонів, а перші місця групового етапу потрапляють одразу до 1/8 фіналу.

## Розподіл асоціацій
У Лізі Європи УЄФА 2021—22 беруть участь 57 команд з 30-35 асоціацій‑членів УЄФА (з усіх 55 асоціацій). Для визначення кількості команд‑учасників від кожної з асоціацій використовується рейтинг асоціацій УЄФА:
- Асоціації 1–5 мають по дві команді.
- Асоціації 6–15 мають по одній команди.
- Окрім того, 37 команд, які вибули з Ліги чемпіонів 2021—22 переходять до Ліги Європи.
- Також одна путівка має дістатися переможцю попереднього розіграшу Ліги конференцій, але оскільки перший сезон Ліги конференцій ще не відбувся, ця путівка відсутня для цього розіграшу.

### Рейтинг асоціацій
Для Ліги Європи УЄФА 2021—22, використовуються місця асоціацій у рейтинг асоціацій УЄФА 2020, який враховує результати країн у європейських клубних змаганнях з сезону 2015—16 по 2019—20.
Команди, які потрапили до Ліги Європи іншим шляхом, відмічені наступним чином:
- (ЛЧ) – Додаткові путівки для команд, які перейшли з Ліги чемпіонів УЄФА

| №  | Асоціація  | Коеф.   | Команди | Примітки |
| -- | ---------- | ------- | ------- | -------- |
| 1  | Іспанія    | 102.283 | 2       | +2 (ЛЧ)  |
| 2  | Англія     | 90.462  | 2       |          |
| 3  | Німеччина  | 74.784  | 2       | +2 (ЛЧ)  |
| 4  | Італія     | 70.653  | 2       | +1 (ЛЧ)  |
| 5  | Франція    | 59.248  | 2       | +1 (ЛЧ)  |
| 6  | Португалія | 49.449  | 1       | +1 (ЛЧ)  |
| 7  | Росія      | 45.549  | 1       | +2 (ЛЧ)  |
| 8  | Бельгія    | 37.900  | 1       | +1 (ЛЧ)  |
| 9  | Україна    | 36.100  | 1       |          |
| 10 | Нідерланди | 35.750  | 1       | +1 (ЛЧ)  |
| 11 | Туреччина  | 33.600  | 1       | +1 (ЛЧ)  |
| 12 | Австрія    | 32.925  | 1       | +1 (ЛЧ)  |
| 13 | Данія      | 29.250  | 1       | +2 (ЛЧ)  |
| 14 | Шотландія  | 27.875  | 1       | +2 (ЛЧ)  |
| 15 | Чехія      | 27.300  | 1       | +2 (ЛЧ)  |
| 16 | Кіпр       | 26.750  | 0       | +1 (ЛЧ)  |
| 17 | Швейцарія  | 26.400  | 0       |          |
| 18 | Греція     | 26.300  | 0       | +1 (ЛЧ)  |
| 19 | Сербія     | 25.500  | 0       | +1 (ЛЧ)  |

| №  | Асоціація   | Коеф.  | Команди | Примітки |
| -- | ----------- | ------ | ------- | -------- |
| 20 | Хорватія    | 24.875 | 0       | +1 (ЛЧ)  |
| 21 | Швеція      | 22.750 | 0       |          |
| 22 | Норвегія    | 21.750 | 0       |          |
| 23 | Ізраїль     | 19.625 | 0       |          |
| 24 | Казахстан   | 19.250 | 0       | +1 (ЛЧ)  |
| 25 | Білорусь    | 18.875 | 0       |          |
| 26 | Азербайджан | 18.750 | 0       | +1 (ЛЧ)  |
| 27 | Болгарія    | 17.375 | 0       | +1 (ЛЧ)  |
| 28 | Румунія     | 16.700 | 0       | +1 (ЛЧ)  |
| 29 | Польща      | 16.625 | 0       | +1 (ЛЧ)  |
| 30 | Словаччина  | 15.875 | 0       | +1 (ЛЧ)  |
| 31 | Ліхтенштейн | 13.500 | 0       |          |
| 32 | Словенія    | 13.000 | 0       | +1 (ЛЧ)  |
| 33 | Угорщина    | 12.875 | 0       | +1 (ЛЧ)  |
| 34 | Люксембург  | 8.000  | 0       |          |
| 35 | Литва       | 7.875  | 0       | +1 (ЛЧ)  |
| 36 | Вірменія    | 7.625  | 0       | +1 (ЛЧ)  |
| 37 | Латвія      | 7.625  | 0       |          |

| №  | Асоціація            | Коеф. | Команди | Примітки |
| -- | -------------------- | ----- | ------- | -------- |
| 38 | Албанія              | 7.375 | 0       |          |
| 39 | Македонія            | 7.375 | 0       |          |
| 40 | Боснія і Герцеговина | 6.875 | 0       |          |
| 41 | Молдова              | 6.750 | 0       | +1 (ЛЧ)  |
| 42 | Ірландія             | 6.700 | 0       |          |
| 43 | Фінляндія            | 6.500 | 0       | +1 (ЛЧ)  |
| 44 | Грузія               | 5.750 | 0       |          |
| 45 | Мальта               | 5.750 | 0       |          |
| 46 | Ісландія             | 5.375 | 0       |          |
| 47 | Уельс                | 5.000 | 0       |          |
| 48 | Північна Ірландія    | 4.875 | 0       |          |
| 49 | Гібралтар            | 4.750 | 0       | +1 (ЛЧ)  |
| 50 | Чорногорія           | 4.375 | 0       |          |
| 51 | Естонія              | 4.375 | 0       | +1 (ЛЧ)  |
| 52 | Косово               | 4.000 | 0       |          |
| 53 | Фарерські острови    | 3.750 | 0       |          |
| 54 | Андорра              | 2.831 | 0       |          |
| 55 | Сан-Марино           | 0.666 | 0       |          |

### Розподіл за раундами
Наведена нижче таблиця показує список квот за замовчуванням. У списку квот за замовчуванням одна путівка до групового етапу дістається переможцю попереднього сезону Ліги конференцій. Проте ця путівка не використовується в цьому сезоні і до списку квот були внесені наступні зміни:
- Переможець кубку з асоціації 7 (Росія) починає з групового етапу, замість раунду плей-оф.
- Переможець кубку з асоціації 13 (Данія) починає з раунду плей-оф, замість третього кваліфікаційного раунду.
- Переможець кубку з асоціації 16 (Кіпр) починає з третього кваліфікаційного раунду, замість другого кваліфікаційного раунду Ліги конференцій.

|                                          |                            | Команди, що починають з цього раунду | Команди, що проходять з попереднього раунду                                                                                     | Команди, що переходять з Ліги чемпіонів |
| ---------------------------------------- | -------------------------- | --- | --- | --- |
| Третій кваліфікаційний раунд (16 команд) | Шлях чемпіонів (10 команд) | | | - 10 клубів, які вибули після другого кваліфікаційного раунду Ліги чемпіонів УЄФА (шлях чемпіонів) |
| Третій кваліфікаційний раунд (16 команд) | Основний шлях (6 команд)   | - 3 володарі кубку з асоціацій 14-16 | | - 3 клуби, які вибули після другого кваліфікаційного раунду Ліги чемпіонів УЄФА (шлях нечемпіонів) |
| Раунд плей-оф (20 команд)                | Раунд плей-оф (20 команд)  | - 6 володарів кубку з асоціацій 8–13 | - 5 переможців третього кваліфікаційного раунду (шлях чемпіонів) - 3 переможця третього кваліфікаційного раунду (основний шлях) | - 6 клубів, які вибули після третього кваліфікаційного раунду Ліги чемпіонів УЄФА (шлях чемпіонів) |
| Груповий етап (32 команди)               | Груповий етап (32 команди) | - 7 володарів кубку з асоціацій 1–7 - 1 клуб, що зайняв четверте місце в чемпіонаті асоціації 5 - 4 клуби, що зайняли п'яті місця в чемпіонатах асоціацій 1–4 | - 10 переможців раунду плей-оф                                                                                                  | - 4 клуби, які вибули після раунду плей-оф Ліги чемпіонів УЄФА (шлях чемпіонів) - 2 клуби, які вибули після раунду плей-оф Ліги чемпіонів УЄФА (шлях нечемпіонів) - 4 клуби, які вибули після третього кваліфікаційного раунду Ліги чемпіонів УЄФА (шлях нечемпіонів) |
| Стикові матчі (16 команд)                | Стикові матчі (16 команд)  | | - 8 клубів, які посіли другі місця у групах групового етапу                                                                     | - 8 клубів, які посіли треті місця у групах групового етапу Ліги Чемпіонів |
| Плей-оф (16 команд)                      | Плей-оф (16 команд)        | | - 8 клубів, які посіли перші місця у групах групового етапу - 8 переможців стикових матчів                                      | |

### Команди
Примітки в дужках пояснюють, як команда потрапила в свій початковий етап:
- ПК: переможець національного кубку
- 3-є, 4-е, 5-е, тощо: місце в попередньому сезоні національного чемпіонату
- ЛЧ: команди, що перейшли з Ліги чемпіонів
  - Гр: третє місце у груповому етапі
  - ПО ШЧ/ШН: вибули з раунду плей-оф (шлях чемпіонів/шлях нечемпіонів)
  - К3 ШЧ/ШН: вибули з третього кваліфікаційного раунду (шлях чемпіонів/шлях нечемпіонів)
  - К2 ШЧ/ШН: вибули з другого кваліфікаційного раунду (шлях чемпіонів/шлях нечемпіонів)

Третій кваліфікаційні раунд розділяється на шлях чемпіонів (ШЧ) та основний шлях (ОШ).
| Стартовий раунд              | Стартовий раунд | Команди                      | Команди                  | Команди                     | Команди                        |
| ---------------------------- | --------------- | ---------------------------- | ------------------------ | --------------------------- | ------------------------------ |
| Стикові матчі                | Стикові матчі   | РБ Лейпциг (ЛЧ Гр)           | Порту (ЛЧ Гр)            | Боруссія (Дортмунд) (ЛЧ Гр) | Шериф (ЛЧ Гр)                  |
| Стикові матчі                | Стикові матчі   | Барселона (ЛЧ Гр)            | Аталанта (ЛЧ Гр)         | Севілья (ЛЧ Гр)             | Зеніт (ЛЧ Гр)                  |
|                              |                 |                              |                          |                             |                                |
| Груповий етап                | Груповий етап   | Реал Сосьєдад (5-е)          | Реал Бетіс (6-е)         | Лестер Сіті (ПК)            | Вест Гем Юнайтед (6-е)         |
| Груповий етап                | Груповий етап   | Айнтрахт (Франкфурт) (5-е)   | Баєр 04 (6-е)            | Наполі (5-е)                | Лаціо (6-е)                    |
| Груповий етап                | Груповий етап   | Ліон (4-е)                   | Марсель (5-е)            | Брага (ПК)                  | Локомотив (ПК)                 |
| Груповий етап                | Груповий етап   | Брондбю (ЛЧ ПО ШЧ)           | Динамо (ЛЧ ПО ШЧ)        | Лудогорець (ЛЧ ПО ШЧ)       | Ференцварош (ЛЧ ПО ШЧ)         |
| Груповий етап                | Груповий етап   | Монако (ЛЧ ПО ШН)            | ПСВ (ЛЧ ПО ШН)           | Спартак (Москва) (ЛЧ К3 ШН) | Генк (ЛЧ К3 ШН)                |
| Груповий етап                | Груповий етап   | Мідтьюлланн (ЛЧ К3 ШН)       | Спарта (ЛЧ К3 ШН)        |                             |                                |
|                              |                 |                              |                          |                             |                                |
| Раунд плей-оф                | Раунд плей-оф   | Антверпен (3-є)              | Зоря (3-є)               | АЗ (3-є)                    | Фенербахче (3-є)               |
| Раунд плей-оф                | Раунд плей-оф   | Штурм (3-є)                  | Раннерс (ПК)             | Рейнджерс (ЛЧ К3 ШЧ)        | Славія (ЛЧ К3 ШЧ)              |
| Раунд плей-оф                | Раунд плей-оф   | Олімпіакос (ЛЧ К3 ШЧ)        | Црвена Звезда (ЛЧ К3 ШЧ) | Клуж (ЛЧ К3 ШЧ)             | Легія (ЛЧ К3 ШЧ)               |
|                              |                 |                              |                          |                             |                                |
| Третій кваліфікаційний раунд | ШЧ              | Омонія (ЛЧ К2 ШЧ)            | Кайрат (ЛЧ К2 ШЧ)        | Нефтчі (ЛЧ К2 ШЧ)           | Слован (Братислава) (ЛЧ К2 ШЧ) |
| Третій кваліфікаційний раунд | ШЧ              | Мура (ЛЧ К2 ШЧ)              | Жальгіріс (ЛЧ К2 ШЧ)     | Алашкерт (ЛЧ К2 ШЧ)         | ГІК (ЛЧ К2 ШЧ)                 |
| Третій кваліфікаційний раунд | ШЧ              | Лінкольн Ред Імпс (ЛЧ К2 ШЧ) | Флора (ЛЧ К2 ШЧ)         |                             |                                |
| Третій кваліфікаційний раунд | ОШ              | Сент-Джонстон (ПК)           | Яблонець (3-є)           | Анортосіс (ПК)              | Галатасарай (ЛЧ К2 ШН)         |
| Третій кваліфікаційний раунд | ОШ              | Рапід (ЛЧ К2 ШН)             | Селтік (ЛЧ К2 ШН)        |                             |                                |

## Розклад матчів і жеребкувань
Розклад змагання наведено у таблиці нижче (усі жеребкування проводяться у штаб-квартирі УЄФА у  Ньйоні, якщо не вказано інше місце). Матчі заплановані на четверги, хоча, як виключення, деякі матчі можуть проходити у вівторки чи середи у разі виникнення конфлікту у розкладі. Попри те, що для обмеженої кількості команд матчі можуть починатися о 17:30 за київським часом (16:30 CET/CEST), більшість матчів мають починатися о 19:45 (18:45) та 22:00 (21:00). Також раніше використовувався часовий слот 19:55 (18:55), який в цьому сезоні було замінено на 19:45.
| Етап          | Раунд                        | Дата жеребкування | Перші матчі                                              | Матчі-відповіді                                          |
| ------------- | ---------------------------- | ----------------- | -------------------------------------------------------- | -------------------------------------------------------- |
| Кваліфікація  | Третій кваліфікаційний раунд | 19 липня 2021     | 5 серпня 2021                                            | 12 серпня 2021                                           |
| Кваліфікація  | Раунд плей-оф                | 2 серпня 2021     | 19 серпня 2021                                           | 26 серпня 2021                                           |
| Груповий етап | Тур 1                        | 27 серпня 2021    | 16 вересня 2021                                          | 16 вересня 2021                                          |
| Груповий етап | Тур 2                        | 27 серпня 2021    | 30 вересня 2021                                          | 30 вересня 2021                                          |
| Груповий етап | Тур 3                        | 27 серпня 2021    | 21 жовтня 2021                                           | 21 жовтня 2021                                           |
| Груповий етап | Тур 4                        | 27 серпня 2021    | 4 листопада 2021                                         | 4 листопада 2021                                         |
| Груповий етап | Тур 5                        | 27 серпня 2021    | 25 листопада 2021                                        | 25 листопада 2021                                        |
| Груповий етап | Тур 6                        | 27 серпня 2021    | 9 грудня 2021                                            | 9 грудня 2021                                            |
| Плей-оф       | Стикові матчі                | 13 грудня 2021    | 17 лютого 2022                                           | 24 лютого 2022                                           |
| Плей-оф       | 1/8 фіналу                   | 25 лютого 2022    | 10 березня 2022                                          | 17 березня 2022                                          |
| Плей-оф       | 1/4 фіналу                   | 18 березня 2022   | 7 квітня 2022                                            | 14 квітня 2022                                           |
| Плей-оф       | 1/2 фіналу                   | 18 березня 2022   | 28 квітня 2022                                           | 5 травня 2022                                            |
| Плей-оф       | Фінал                        | 18 березня 2022   | 18 травня 2022 на стадіоні Рамон Санчес Пісхуан, Севілья | 18 травня 2022 на стадіоні Рамон Санчес Пісхуан, Севілья |

## Кваліфікація

### Третій кваліфікаційний раунд
Жеребкування відбулося 19 липня 2021 року. Перші матчі відбулися 3 та 5 серпня 2021 року, матчі-відповіді — 10 та 12 серпня 2021 року.
| Команда 1         | Заг.           | Команда 2           | 1-й матч | 2-й матч |
| ----------------- | -------------- | ------------------- | -------- | -------- |
| Омонія            | 2:2 (пен. 5:4) | Флора               | 1:0      | 1:2      |
| Мура              | 1:0            | Жальгіріс           | 0:0      | 1:0      |
| Кайрат            | 2:3            | Алашкерт            | 0:0      | 2:3      |
| Лінкольн Ред Імпс | 2:4            | Слован (Братислава) | 1:3      | 1:1      |
| Нефтчі            | 2:5            | ГІК                 | 2:2      | 0:3      |

| Команда 1   | Заг. | Команда 2     | 1-й матч | 2-й матч |
| ----------- | ---- | ------------- | -------- | -------- |
| Яблонець    | 2:7  | Селтік        | 2:4      | 0:3      |
| Рапід       | 4:2  | Анортосіс     | 3:0      | 1:2      |
| Галатасарай | 5:3  | Сент-Джонстон | 1:1      | 4:2      |

### Раунд плей-оф
Жеребкування відбулося 2 серпня 2021 року. Перші матчі відбулися 17 та 19 серпня 2021 року, матчі-відповіді — 26 серпня 2021 року.
| Команда 1     | Заг.           | Команда 2           | 1-й матч | 2-й матч |
| ------------- | -------------- | ------------------- | -------- | -------- |
| Раннерс       | 2:3            | Галатасарай         | 1:1      | 1:2      |
| Рапід         | 6:2            | Зоря                | 3:0      | 3:2      |
| Селтік        | 3:2            | АЗ                  | 2:0      | 1:2      |
| Фенербахче    | 6:2            | ГІК                 | 1:0      | 5:2      |
| Мура          | 1:5            | Штурм               | 1:3      | 0:2      |
| Омонія        | 4:4 (пен. 2:3) | Антверпен           | 4:2      | 0:2      |
| Олімпіакос    | 5:2            | Слован (Братислава) | 3:0      | 2:2      |
| Рейнджерс     | 1:0            | Алашкерт            | 1:0      | 0:0      |
| Славія        | 3:4            | Легія               | 2:2      | 1:2      |
| Црвена Звезда | 6:1            | Клуж                | 4:0      | 2:1      |

## Груповий етап
Жеребку групового етапу відбулося 27 серпня 2021 року о 13:00 EEST у  Стамбулі. За результатами жеребкування 32 команди було поділено на 8 груп (по 4 команди в кожній). Для жеребкування команди було розділено на 4 кошика на основі клубних коефіцієнтів УЄФА 2021. Команди з однієї асоціації не можуть потрапити в одну групу.
Матчі групового етапу пройдуть 16 і 30 вересня, 21 жовтня, 4 і 25 листопада та 9 грудня 2021. Перші місця груп проходять до 1/8 фіналу, а другі місця — до стикових матчів. Треті місця переходять до стикових матчів Ліги конференцій.
Брондбю та Вест Гем Юнайтед потрапили до групового етапу вперше (проте Брондбю раніше потрапляли до групового етапу Кубку УЄФА).

### Група A
| Поз | Команда   | І | В | Н | П | ГЗ | ГП | РГ  | О  | Кваліфікація               |  | ЛІО | РЕЙ | СПР | БРО |
| --- | --------- | - | - | - | - | -- | -- | --- | -- | -------------------------- |  | --- | --- | --- | --- |
| 1   | Ліон      | 6 | 5 | 1 | 0 | 16 | 5  | +11 | 16 | Вихід в 1/8 фіналу         |  | —   | 1:1 | 3:0 | 3:0 |
| 2   | Рейнджерс | 6 | 2 | 2 | 2 | 6  | 5  | +1  | 8  | Вихід до стикових матчів   |  | 0:2 | —   | 2:0 | 2:0 |
| 3   | Спарта    | 6 | 2 | 1 | 3 | 6  | 9  | −3  | 7  | Перехід в Лігу конференцій |  | 3:4 | 1:0 | —   | 2:0 |
| 4   | Брондбю   | 6 | 0 | 2 | 4 | 2  | 11 | −9  | 2  |                            |  | 1:3 | 1:1 | 0:0 | —   |

### Група B
| Поз | Команда       | І | В | Н | П | ГЗ | ГП | РГ | О  | Кваліфікація               |  | МОН | РСО | ПСВ | ШТУ |
| --- | ------------- | - | - | - | - | -- | -- | -- | -- | -------------------------- |  | --- | --- | --- | --- |
| 1   | Монако        | 6 | 3 | 3 | 0 | 7  | 4  | +3 | 12 | Вихід в 1/8 фіналу         |  | —   | 2:1 | 0:0 | 1:0 |
| 2   | Реал Сосьєдад | 6 | 2 | 3 | 1 | 9  | 6  | +3 | 9  | Вихід до стикових матчів   |  | 1:1 | —   | 3:0 | 1:1 |
| 3   | ПСВ           | 6 | 2 | 2 | 2 | 9  | 8  | +1 | 8  | Перехід в Лігу конференцій |  | 1:2 | 2:2 | —   | 2:0 |
| 4   | Штурм         | 6 | 0 | 2 | 4 | 3  | 10 | −7 | 2  |                            |  | 1:1 | 0:1 | 1:4 | —   |

### Група C
| Поз | Команда          | І | В | Н | П | ГЗ | ГП | РГ | О  | Кваліфікація               |  | СМО | НАП | ЛЕС | ЛЕГ |
| --- | ---------------- | - | - | - | - | -- | -- | -- | -- | -------------------------- |  | --- | --- | --- | --- |
| 1   | Спартак (Москва) | 6 | 3 | 1 | 2 | 10 | 9  | +1 | 10 | Вихід в 1/8 фіналу         |  | —   | 2:1 | 3:4 | 0:1 |
| 2   | Наполі           | 6 | 3 | 1 | 2 | 15 | 10 | +5 | 10 | Вихід до стикових матчів   |  | 2:3 | —   | 3:2 | 3:0 |
| 3   | Лестер Сіті      | 6 | 2 | 2 | 2 | 12 | 11 | +1 | 8  | Перехід в Лігу конференцій |  | 1:1 | 2:2 | —   | 3:1 |
| 4   | Легія            | 6 | 2 | 0 | 4 | 4  | 11 | −7 | 6  |                            |  | 0:1 | 1:4 | 1:0 | —   |

1. 1 2  Очки в очних зустрічах: Спартак 6, Наполі 0

### Група D
| Поз | Команда              | І | В | Н | П | ГЗ | ГП | РГ | О  | Кваліфікація               |  | АЙН | ОЛІ | ФБЧ | АНТ |
| --- | -------------------- | - | - | - | - | -- | -- | -- | -- | -------------------------- |  | --- | --- | --- | --- |
| 1   | Айнтрахт (Франкфурт) | 6 | 3 | 3 | 0 | 10 | 6  | +4 | 12 | Вихід в 1/8 фіналу         |  | —   | 3:1 | 1:1 | 2:2 |
| 2   | Олімпіакос           | 6 | 3 | 0 | 3 | 8  | 7  | +1 | 9  | Вихід до стикових матчів   |  | 1:2 | —   | 1:0 | 2:1 |
| 3   | Фенербахче           | 6 | 1 | 3 | 2 | 7  | 8  | −1 | 6  | Перехід в Лігу конференцій |  | 1:1 | 0:3 | —   | 2:2 |
| 4   | Антверпен            | 6 | 1 | 2 | 3 | 6  | 10 | −4 | 5  |                            |  | 0:1 | 1:0 | 0:3 | —   |

### Група E
| Поз | Команда     | І | В | Н | П | ГЗ | ГП | РГ | О  | Кваліфікація               |  | ГАЛ | ЛАЦ | МАР | ЛОК |
| --- | ----------- | - | - | - | - | -- | -- | -- | -- | -------------------------- |  | --- | --- | --- | --- |
| 1   | Галатасарай | 6 | 3 | 3 | 0 | 7  | 3  | +4 | 12 | Вихід в 1/8 фіналу         |  | —   | 1:0 | 4:2 | 1:1 |
| 2   | Лаціо       | 6 | 2 | 3 | 1 | 7  | 3  | +4 | 9  | Вихід до стикових матчів   |  | 0:0 | —   | 0:0 | 2:0 |
| 3   | Марсель     | 6 | 1 | 4 | 1 | 6  | 7  | −1 | 7  | Перехід в Лігу конференцій |  | 0:0 | 2:2 | —   | 1:0 |
| 4   | Локомотив   | 6 | 0 | 2 | 4 | 2  | 9  | −7 | 2  |                            |  | 0:1 | 0:3 | 1:1 | —   |

### Група F
| Поз | Команда       | І | В | Н | П | ГЗ | ГП | РГ | О  | Кваліфікація               |  | ЦЗ  | БРА | МІД | ЛУД |
| --- | ------------- | - | - | - | - | -- | -- | -- | -- | -------------------------- |  | --- | --- | --- | --- |
| 1   | Црвена Звезда | 6 | 3 | 2 | 1 | 6  | 4  | +2 | 11 | Вихід в 1/8 фіналу         |  | —   | 2:1 | 0:1 | 1:0 |
| 2   | Брага         | 6 | 3 | 1 | 2 | 12 | 9  | +3 | 10 | Вихід до стикових матчів   |  | 1:1 | —   | 3:1 | 4:2 |
| 3   | Мідтьюлланн   | 6 | 2 | 3 | 1 | 7  | 7  | 0  | 9  | Перехід в Лігу конференцій |  | 1:1 | 3:2 | —   | 1:1 |
| 4   | Лудогорець    | 6 | 0 | 2 | 4 | 3  | 8  | −5 | 2  |                            |  | 0:1 | 0:1 | 0:0 | —   |

### Група G
| Поз | Команда     | І | В | Н | П | ГЗ | ГП | РГ | О  | Кваліфікація               |  | БАЙ | БЕТ | СЕЛ | ФЕР |
| --- | ----------- | - | - | - | - | -- | -- | -- | -- | -------------------------- |  | --- | --- | --- | --- |
| 1   | Баєр 04     | 6 | 4 | 1 | 1 | 14 | 5  | +9 | 13 | Вихід в 1/8 фіналу         |  | —   | 4:0 | 3:2 | 2:1 |
| 2   | Бетіс       | 6 | 3 | 1 | 2 | 12 | 12 | 0  | 10 | Вихід до стикових матчів   |  | 1:1 | —   | 4:3 | 2:0 |
| 3   | Селтік      | 6 | 3 | 0 | 3 | 13 | 15 | −2 | 9  | Перехід в Лігу конференцій |  | 0:4 | 3:2 | —   | 2:0 |
| 4   | Ференцварош | 6 | 1 | 0 | 5 | 5  | 12 | −7 | 3  |                            |  | 1:0 | 1:3 | 2:3 | —   |

### Група H
| Поз | Команда          | І | В | Н | П | ГЗ | ГП | РГ | О  | Кваліфікація               |  | ВГМ | ДЗА | РАП | ГНК |
| --- | ---------------- | - | - | - | - | -- | -- | -- | -- | -------------------------- |  | --- | --- | --- | --- |
| 1   | Вест Гем Юнайтед | 6 | 4 | 1 | 1 | 11 | 3  | +8 | 13 | Вихід в 1/8 фіналу         |  | —   | 0:1 | 2:0 | 3:0 |
| 2   | Динамо           | 6 | 3 | 1 | 2 | 9  | 6  | +3 | 10 | Вихід до стикових матчів   |  | 0:2 | —   | 3:1 | 1:1 |
| 3   | Рапід            | 6 | 2 | 0 | 4 | 4  | 9  | −5 | 6  | Перехід в Лігу конференцій |  | 0:2 | 2:1 | —   | 0:1 |
| 4   | Генк             | 6 | 1 | 2 | 3 | 4  | 10 | −6 | 5  |                            |  | 2:2 | 0:3 | 0:1 | —   |

## Плей-оф
Кожна зустріч у плей-оф, окрім фіналу, проходить у двоматчевому форматі (вдома та на виїзді).
Процедура жеребкування для кожного раунду має такий вигляд:
- У жеребкуванні стикових матчів 8 других місць групового етапу є сіяними, а 8 команд, що посіли третє місце в групах Ліги чемпіонів — несіяними. Сіяні команди грають з несіяними. Сіяна команда грає вдома у матчі-відповіді. Команди з однієї асоціації не можуть грати між собою.
- У жеребкуванні 1/8 фіналу 8 переможців груп є сіяними, а 8 команд, що посіли друге місце — несіяними. Сіяні команди грають з несіяними. Сіяна команда грає вдома у матчі-відповіді. Команди з однієї асоціації не можуть грати між собою.
- У жеребкуванні 1/4 фіналу та 1/2 фіналу немає сіяних та несіяних, а також відсутні обмеження, що накладалися в 1/8 фіналу, тобто будь-яка команда може грати з будь-якою іншою. Оскільки жеребкування 1/4 та 1/2 фіналу проводяться разом, не буде відомо, які з команд пройшли до 1/2 фіналу. Також жеребкуванням визначається, переможець якого з півфіналів буде номінальним «господарем» у фіналі (лише адміністративно, оскільки фінал проводиться на нейтральному стадіоні).

### Турнірна сітка
|  |                     |                     |                 |                 |                 |                  |            |                           |                           |                  |                                  |                  |            |            |                          |                          |            |            |            |  |  |            |            |            |            |            |  |  |       |       |       |
|  | Стикові матчі       | Стикові матчі       | Стикові матчі   | Стикові матчі   | Стикові матчі   |                  |            | 1/8 фіналу                | 1/8 фіналу                | 1/8 фіналу       | 1/8 фіналу                       | 1/8 фіналу       |            |            | 1/4 фіналу               | 1/4 фіналу               | 1/4 фіналу | 1/4 фіналу | 1/4 фіналу |  |  | 1/2 фіналу | 1/2 фіналу | 1/2 фіналу | 1/2 фіналу | 1/2 фіналу |  |  | Фінал | Фінал | Фінал |
|  | Стикові матчі       | Стикові матчі       | Стикові матчі   | Стикові матчі   | Стикові матчі   |                  |            | 1/8 фіналу                | 1/8 фіналу                | 1/8 фіналу       | 1/8 фіналу                       | 1/8 фіналу       |            |            | 1/4 фіналу               | 1/4 фіналу               | 1/4 фіналу | 1/4 фіналу | 1/4 фіналу |  |  | 1/2 фіналу | 1/2 фіналу | 1/2 фіналу | 1/2 фіналу | 1/2 фіналу |  |  | Фінал | Фінал | Фінал |
|  |                     |                     |                 |                 |                 | 10 та 17 березня |            |                           |                           |                  |                                  |                  |            |            |                          |                          |            |            |            |  |  |            |            |            |            |            |  |  |       |       |       |
|  |                     |                     |                 |                 |                 |                  |            |                           |                           |                  |                                  |                  |            |            |                          |                          |            |            |            |  |  |            |            |            |            |            |  |  |       |       |       |
|  | 17 та 24 лютого     | 17 та 24 лютого     | 17 та 24 лютого | 17 та 24 лютого | 17 та 24 лютого | Севілья          | Севілья    | 1                         | 0                         | 1                |                                  |                  |            |            |                          |                          |            |            |            |  |  |            |            |            |            |            |  |  |       |       |       |
|  | 17 та 24 лютого     | 17 та 24 лютого     | 17 та 24 лютого | 17 та 24 лютого | 17 та 24 лютого | Севілья          | Севілья    | 1                         | 0                         | 1                | 7 та 14 квітня                   |                  |            |            |                          |                          |            |            |            |  |  |            |            |            |            |            |  |  |       |       |       |
|  | Севілья             | Севілья             | 3               | 0               | 3               |                  |            | Вест Гем Юнайтед (дч)     | Вест Гем Юнайтед (дч)     | 0                | 2                                | 2                |            |            |                          |                          |            |            |            |  |  |            |            |            |            |            |  |  |       |       |       |
|  | Севілья             | Севілья             | 3               | 0               | 3               |                  |            | Вест Гем Юнайтед (дч)     | Вест Гем Юнайтед (дч)     | 0                | 2                                | 2                |            |            | Вест Гем Юнайтед         | Вест Гем Юнайтед         | 1          | 3          | 4          |  |  |            |            |            |            |            |  |  |       |       |       |
|  | Динамо (Загреб)     | Динамо (Загреб)     | 1               | 1               | 2               |                  |            | 9 та 17 березня           | 9 та 17 березня           | 9 та 17 березня  | 9 та 17 березня                  | 9 та 17 березня  |            |            | Вест Гем Юнайтед         | Вест Гем Юнайтед         | 1          | 3          | 4          |  |  |            |            |            |            |            |  |  |       |       |       |
|  | Динамо (Загреб)     | Динамо (Загреб)     | 1               | 1               | 2               |                  |            | 9 та 17 березня           | 9 та 17 березня           | 9 та 17 березня  | 9 та 17 березня                  | 9 та 17 березня  |            |            | Ліон                     | Ліон                     | 1          | 0          | 1          |  |  |            |            |            |            |            |  |  |       |       |       |
|  | 17 та 24 лютого     | 17 та 24 лютого     | 17 та 24 лютого | 17 та 24 лютого | 17 та 24 лютого | Порту            | Порту      | 0                         | 1                         | 1                |                                  |                  |            |            | Ліон                     | Ліон                     | 1          | 0          | 1          |  |  |            |            |            |            |            |  |  |       |       |       |
|  | 17 та 24 лютого     | 17 та 24 лютого     | 17 та 24 лютого | 17 та 24 лютого | 17 та 24 лютого | Порту            | Порту      | 0                         | 1                         | 1                | 28 квітня та 5 травня            |                  |            |            |                          |                          |            |            |            |  |  |            |            |            |            |            |  |  |       |       |       |
|  | Порту               | Порту               | 2               | 2               | 4               |                  |            | Ліон                      | Ліон                      | 1                | 1                                | 2                |            |            |                          |                          |            |            |            |  |  |            |            |            |            |            |  |  |       |       |       |
|  | Порту               | Порту               | 2               | 2               | 4               |                  |            | Ліон                      | Ліон                      | 1                | 1                                | 2                |            |            | Вест Гем Юнайтед         | Вест Гем Юнайтед         | 1          | 0          | 1          |  |  |            |            |            |            |            |  |  |       |       |       |
|  | Лаціо               | Лаціо               | 1               | 2               | 3               |                  |            | 9 та 17 березня           | 9 та 17 березня           | 9 та 17 березня  | 9 та 17 березня                  | 9 та 17 березня  |            |            |                          |                          |            | 0          | 1          |  |  |            |            |            |            |            |  |  |       |       |       |
|  | Лаціо               | Лаціо               | 1               | 2               | 3               |                  |            | 9 та 17 березня           | 9 та 17 березня           | 9 та 17 березня  | 9 та 17 березня                  | 9 та 17 березня  |            |            | Айнтрахт (Франкфурт)     | Айнтрахт (Франкфурт)     | 2          | 1          | 3          |  |  |            |            |            |            |            |  |  |       |       |       |
|  | 17 та 24 лютого     | 17 та 24 лютого     | 17 та 24 лютого | 17 та 24 лютого | 17 та 24 лютого | Бетіс            | Бетіс      | 1                         | 1                         | 2                |                                  |                  |            |            |                          | Айнтрахт (Франкфурт)     | 2          | 1          | 3          |  |  |            |            |            |            |            |  |  |       |       |       |
|  | 17 та 24 лютого     | 17 та 24 лютого     | 17 та 24 лютого | 17 та 24 лютого | 17 та 24 лютого | Бетіс            | Бетіс      | 1                         | 1                         | 2                | 7 та 14 квітня                   |                  |            |            |                          |                          |            |            |            |  |  |            |            |            |            |            |  |  |       |       |       |
|  | Зеніт               | Зеніт               | 2               | 0               | 2               |                  |            | Айнтрахт (Франкфурт) (дч) | Айнтрахт (Франкфурт) (дч) | 2                | 1                                | 3                |            |            |                          |                          |            |            |            |  |  |            |            |            |            |            |  |  |       |       |       |
|  | Зеніт               | Зеніт               | 2               | 0               | 2               |                  |            | Айнтрахт (Франкфурт) (дч) | Айнтрахт (Франкфурт) (дч) | 2                | 1                                | 3                |            |            | Айнтрахт (Франкфурт)     | Айнтрахт (Франкфурт)     | 1          | 3          | 4          |  |  |            |            |            |            |            |  |  |       |       |       |
|  | Бетіс               | Бетіс               | 3               | 0               | 3               |                  |            | 10 та 17 березня          | 10 та 17 березня          | 10 та 17 березня | 10 та 17 березня                 | 10 та 17 березня |            |            | Айнтрахт (Франкфурт)     | Айнтрахт (Франкфурт)     | 1          | 3          | 4          |  |  |            |            |            |            |            |  |  |       |       |       |
|  | Бетіс               | Бетіс               | 3               | 0               | 3               |                  |            | 10 та 17 березня          | 10 та 17 березня          | 10 та 17 березня | 10 та 17 березня                 | 10 та 17 березня |            |            | Барселона                | Барселона                | 1          | 2          | 3          |  |  |            |            |            |            |            |  |  |       |       |       |
|  | 17 та 24 лютого     | 17 та 24 лютого     | 17 та 24 лютого | 17 та 24 лютого | 17 та 24 лютого | Барселона        | Барселона  | 0                         | 2                         | 2                |                                  |                  |            |            | Барселона                | Барселона                | 1          | 2          | 3          |  |  |            |            |            |            |            |  |  |       |       |       |
|  | 17 та 24 лютого     | 17 та 24 лютого     | 17 та 24 лютого | 17 та 24 лютого | 17 та 24 лютого | Барселона        | Барселона  | 0                         | 2                         | 2                | 18 травня – Рамон Санчес Пісхуан |                  |            |            |                          |                          |            |            |            |  |  |            |            |            |            |            |  |  |       |       |       |
|  | Барселона           | Барселона           | 1               | 4               | 5               |                  |            | Галатасарай               | Галатасарай               | 0                | 1                                | 1                |            |            |                          |                          |            |            |            |  |  |            |            |            |            |            |  |  |       |       |       |
|  | Барселона           | Барселона           | 1               | 4               | 5               |                  |            | Галатасарай               | Галатасарай               | 0                | 1                                | 1                |            |            | Айнтрахт (Франкфурт) (п) | Айнтрахт (Франкфурт) (п) | 1 (5)      |            |            |  |  |            |            |            |            |            |  |  |       |       |       |
|  | Наполі              | Наполі              | 1               | 2               | 3               |                  |            | матчі скасовано           | матчі скасовано           | матчі скасовано  | матчі скасовано                  | матчі скасовано  |            |            |                          |                          |            |            |            |  |  |            |            |            |            |            |  |  |       |       |       |
|  | Наполі              | Наполі              | 1               | 2               | 3               |                  |            | матчі скасовано           | матчі скасовано           | матчі скасовано  | матчі скасовано                  | матчі скасовано  |            |            | Рейнджерс                | Рейнджерс                | 1 (4)      |            |            |  |  |            |            |            |            |            |  |  |       |       |       |
|  | 17 та 24 лютого     | 17 та 24 лютого     | 17 та 24 лютого | 17 та 24 лютого | 17 та 24 лютого | РБ Лейпциг       | РБ Лейпциг |                           |                           | +                |                                  |                  |            |            |                          | Рейнджерс                | 1 (4)      |            |            |  |  |            |            |            |            |            |  |  |       |       |       |
|  | 17 та 24 лютого     | 17 та 24 лютого     | 17 та 24 лютого | 17 та 24 лютого | 17 та 24 лютого | РБ Лейпциг       | РБ Лейпциг | 7 та 14 квітня            |                           | +                |                                  |                  |            |            |                          |                          |            |            |            |  |  |            |            |            |            |            |  |  |       |       |       |
|  | РБ Лейпциг          | РБ Лейпциг          | 2               | 3               | 5               |                  |            | Спартак (Москва)          | Спартак (Москва)          |                  |                                  | –                |            |            |                          |                          |            |            |            |  |  |            |            |            |            |            |  |  |       |       |       |
|  | РБ Лейпциг          | РБ Лейпциг          | 2               | 3               | 5               |                  |            | Спартак (Москва)          | Спартак (Москва)          |                  |                                  | –                | РБ Лейпциг | РБ Лейпциг | 1                        | 2                        | 3          |            |            |  |  |            |            |            |            |            |  |  |       |       |       |
|  | Реал Сосьєдад       | Реал Сосьєдад       | 2               | 1               | 3               |                  |            | 10 та 17 березня          | 10 та 17 березня          | 10 та 17 березня | 10 та 17 березня                 | 10 та 17 березня | РБ Лейпциг | РБ Лейпциг | 1                        | 2                        | 3          |            |            |  |  |            |            |            |            |            |  |  |       |       |       |
|  | Реал Сосьєдад       | Реал Сосьєдад       | 2               | 1               | 3               |                  |            | 10 та 17 березня          | 10 та 17 березня          | 10 та 17 березня | 10 та 17 березня                 | 10 та 17 березня |            |            | Аталанта                 | Аталанта                 | 1          | 0          | 1          |  |  |            |            |            |            |            |  |  |       |       |       |
|  | 17 та 24 лютого     | 17 та 24 лютого     | 17 та 24 лютого | 17 та 24 лютого | 17 та 24 лютого | Аталанта         | Аталанта   | 3                         | 1                         | 4                |                                  |                  |            |            | Аталанта                 | Аталанта                 | 1          | 0          | 1          |  |  |            |            |            |            |            |  |  |       |       |       |
|  | 17 та 24 лютого     | 17 та 24 лютого     | 17 та 24 лютого | 17 та 24 лютого | 17 та 24 лютого | Аталанта         | Аталанта   | 3                         | 1                         | 4                | 28 квітня та 5 травня            |                  |            |            |                          |                          |            |            |            |  |  |            |            |            |            |            |  |  |       |       |       |
|  | Аталанта            | Аталанта            | 2               | 3               | 5               |                  |            | Баєр 04                   | Баєр 04                   | 2                | 0                                | 2                |            |            |                          |                          |            |            |            |  |  |            |            |            |            |            |  |  |       |       |       |
|  | Аталанта            | Аталанта            | 2               | 3               | 5               |                  |            | Баєр 04                   | Баєр 04                   | 2                | 0                                | 2                |            |            | РБ Лейпциг               | РБ Лейпциг               | 1          | 1          | 2          |  |  |            |            |            |            |            |  |  |       |       |       |
|  | Олімпіакос          | Олімпіакос          | 1               | 0               | 1               |                  |            | 10 та 17 березня          | 10 та 17 березня          | 10 та 17 березня | 10 та 17 березня                 | 10 та 17 березня |            |            |                          |                          |            | 1          | 2          |  |  |            |            |            |            |            |  |  |       |       |       |
|  | Олімпіакос          | Олімпіакос          | 1               | 0               | 1               |                  |            | 10 та 17 березня          | 10 та 17 березня          | 10 та 17 березня | 10 та 17 березня                 | 10 та 17 березня |            |            | Рейнджерс                | Рейнджерс                | 0          | 3          | 3          |  |  |            |            |            |            |            |  |  |       |       |       |
|  | 17 та 24 лютого     | 17 та 24 лютого     | 17 та 24 лютого | 17 та 24 лютого | 17 та 24 лютого | Брага            | Брага      | 2                         | 1                         | 3                |                                  |                  |            |            |                          | Рейнджерс                | 0          | 3          | 3          |  |  |            |            |            |            |            |  |  |       |       |       |
|  | 17 та 24 лютого     | 17 та 24 лютого     | 17 та 24 лютого | 17 та 24 лютого | 17 та 24 лютого | Брага            | Брага      | 2                         | 1                         | 3                | 7 та 14 квітня                   |                  |            |            |                          |                          |            |            |            |  |  |            |            |            |            |            |  |  |       |       |       |
|  | Шериф               | Шериф               | 2               | 0               | 2 (2)           |                  |            | Монако                    | Монако                    | 0                | 1                                | 1                |            |            |                          |                          |            |            |            |  |  |            |            |            |            |            |  |  |       |       |       |
|  | Шериф               | Шериф               | 2               | 0               | 2 (2)           |                  |            | Монако                    | Монако                    | 0                | 1                                | 1                |            |            | Брага                    | Брага                    | 1          | 1          | 2          |  |  |            |            |            |            |            |  |  |       |       |       |
|  | Брага (пен.)        | Брага (пен.)        | 0               | 2               | 2 (3)           |                  |            | 10 та 17 березня          | 10 та 17 березня          | 10 та 17 березня | 10 та 17 березня                 | 10 та 17 березня |            |            | Брага                    | Брага                    | 1          | 1          | 2          |  |  |            |            |            |            |            |  |  |       |       |       |
|  | Брага (пен.)        | Брага (пен.)        | 0               | 2               | 2 (3)           |                  |            | 10 та 17 березня          | 10 та 17 березня          | 10 та 17 березня | 10 та 17 березня                 | 10 та 17 березня |            |            | Рейнджерс (дч)           | Рейнджерс (дч)           | 0          | 3          | 3          |  |  |            |            |            |            |            |  |  |       |       |       |
|  | 17 та 24 лютого     | 17 та 24 лютого     | 17 та 24 лютого | 17 та 24 лютого | 17 та 24 лютого | Рейнджерс        | Рейнджерс  | 3                         | 1                         | 4                |                                  |                  |            |            | Рейнджерс (дч)           | Рейнджерс (дч)           | 0          | 3          | 3          |  |  |            |            |            |            |            |  |  |       |       |       |
|  | 17 та 24 лютого     | 17 та 24 лютого     | 17 та 24 лютого | 17 та 24 лютого | 17 та 24 лютого | Рейнджерс        | Рейнджерс  | 3                         | 1                         | 4                |                                  |                  |            |            |                          |                          |            |            |            |  |  |            |            |            |            |            |  |  |       |       |       |
|  | Боруссія (Дортмунд) | Боруссія (Дортмунд) | 2               | 2               | 4               |                  |            | Црвена Звезда             | Црвена Звезда             | 0                | 2                                | 2                |            |            |                          |                          |            |            |            |  |  |            |            |            |            |            |  |  |       |       |       |
|  | Боруссія (Дортмунд) | Боруссія (Дортмунд) | 2               | 2               | 4               |                  |            | Црвена Звезда             | Црвена Звезда             | 0                | 2                                | 2                |            |            |                          |                          |            |            |            |  |  |            |            |            |            |            |  |  |       |       |       |
|  | Рейнджерс           | Рейнджерс           | 4               | 2               | 6               |                  |            |                           |                           |                  |                                  |                  |            |            |                          |                          |            |            |            |  |  |            |            |            |            |            |  |  |       |       |       |
|  | Рейнджерс           | Рейнджерс           | 4               | 2               | 6               |                  |            |                           |                           |                  |                                  |                  |            |            |                          |                          |            |            |            |  |  |            |            |            |            |            |  |  |       |       |       |

### Стикові матчі
Жеребкування відбулося 13 грудня 2021 року.
Перші матчі відбулися 17 лютого 2022 року, матчі-відповіді — 24 лютого.
| Команда 1           | Заг.           | Команда 2       | 1-й матч | 2-й матч |
| ------------------- | -------------- | --------------- | -------- | -------- |
| Севілья             | 3:2            | Динамо (Загреб) | 3:1      | 0:1      |
| Аталанта            | 5:1            | Олімпіакос      | 2:1      | 3:0      |
| РБ Лейпциг          | 5:3            | Реал Сосьєдад   | 2:2      | 3:1      |
| Барселона           | 5:3            | Наполі          | 1:1      | 4:2      |
| Зеніт               | 2:3            | Бетіс           | 2:3      | 0:0      |
| Боруссія (Дортмунд) | 4:6            | Рейнджерс       | 2:4      | 2:2      |
| Шериф               | 2:2 (пен. 2:3) | Брага           | 2:0      | 0:2      |
| Порту               | 4:3            | Лаціо           | 2:1      | 2:2      |

### 1/8 фіналу
Жеребкування відбудеться  25 лютого 2021 року.
Перші матчі відбулися 9 березня 2022 року, а матчі-відповіді — 17 березня.  
| Команда 1  | Заг. | Команда 2            | 1-й матч | 2-й матч |
| ---------- | ---- | -------------------- | -------- | -------- |
| Рейнджерс  | 4:2  | Црвена Звезда        | 3:0      | 1:2      |
| Брага      | 3:1  | Монако               | 2:0      | 1:1      |
| Порту      | 1:2  | Ліон                 | 0:1      | 1:1      |
| Аталанта   | 4:2  | Баєр 04              | 3:2      | 1:0      |
| Севілья    | 1:2  | Вест Гем Юнайтед     | 1:0      | 0:2 (дч) |
| Барселона  | 2:1  | Галатасарай          | 0:0      | 2:1      |
| РБ Лейпциг | +/-  | Спартак (Москва)     | Скас.    | Скас.    |
| Бетіс      | 2:3  | Айнтрахт (Франкфурт) | 1:2      | 1:1 (дч) |

Примітки
1. ↑  РБ Лейпциг отримав автоматичну перемогу після того, як УЄФА дискваліфікував російські клуби через російське вторгнення в Україну.[12][13][14]

### 1/4 фіналу
Жеребкування відбулося 18 березня 2022 року. 
Перші матчі відбулися 7 квітня 2022 року, матчі-відповіді — 14 квітня.
| Команда 1            | Заг. | Команда 2 | 1-й матч | 2-й матч |
| -------------------- | ---- | --------- | -------- | -------- |
| РБ Лейпциг           | 3:1  | Аталанта  | 1:1      | 2:0      |
| Айнтрахт (Франкфурт) | 4:3  | Барселона | 1:1      | 3:2      |
| Вест Гем Юнайтед     | 4:1  | Ліон      | 1:1      | 3:0      |
| Брага                | 2:3  | Рейнджерс | 1:0      | 1:3 (дч) |

### 1/2 фіналу
Жеребкування відбулося 18 березня 2022 року.
Перші матчі відбулися 28 квітня 2022 року, матчі-відповіді — 5 травня.
| Команда 1        | Заг. | Команда 2            | 1-й матч | 2-й матч |
| ---------------- | ---- | -------------------- | -------- | -------- |
| РБ Лейпциг       | 2:3  | Рейнджерс            | 1:0      | 1:3      |
| Вест Гем Юнайтед | 1:3  | Айнтрахт (Франкфурт) | 1:2      | 0:1      |

### Фінал
Фінал відбувся 18 травня 2022 року на стадіоні «Рамон Санчес Пісхуан» у Севільї. Жеребкування було проведено 18 березня 2021, після жеребкування 1/4 та 1/2 фіналу, для визначення адміністративного «господаря» матчу.
| 18 травня 2022 22:00 (21:00 CEST) |

| Айнтрахт                                   | 1:1      | Рейнджерс                                   |
| ------------------------------------------ | -------- | ------------------------------------------- |
| - Борре 69'                                | Протокол | - Айоделе-Арібо 57'                         |
|                                            | Пенальті |                                             |
| - Ленц - Грустич - Камада - Костич - Борре | 5:4      | - Таверньєр - Девіс - Арфілд - Ремзі - Руфі |

| Рамон Санчес Пісхуан, Севілья Глядачів: 38 842 Арбітр: Славко Винчич (Словенія) |

## Статистика
Статистика не включає матчі кваліфікаційних раундів.

### Найкращі бомбардири
| Місце | Футболіст            | Клуб                 | Голи | ХВ   |
| ----- | -------------------- | -------------------- | ---- | ---- |
| 1     | Джеймс Таверньєр     | Рейнджерс            | 7    | 1320 |
| 2     | Токо Екамбі          | Ліон                 | 6    | 628  |
| 2     | Галено               | Брага Порту          | 6    | 657  |
| 4     | Патсон Дака          | Лестер Сіті          | 5    | 416  |
| 4     | Камада Дайті         | Айнтрахт (Франкфурт) | 5    | 1108 |
| 6     | Олександр Соболєв    | Спартак (Москва)     | 4    | 311  |
| 6     | Віктор Осімген       | Наполі               | 4    | 321  |
| 6     | Аркадіуш Мілік       | Марсель              | 4    | 351  |
| 6     | Чіро Іммобіле        | Лаціо                | 4    | 524  |
| 6     | Крістофер Нкунку     | РБ Лейпциг           | 4    | 526  |
| 6     | Борха Іглесіас       | Бетіс                | 4    | 556  |
| 6     | Еліф Елмас           | Наполі               | 4    | 617  |
| 6     | Мусса Діабі          | Баєр 04              | 4    | 623  |
| 6     | Мислав Оршич         | Динамо (Загреб)      | 4    | 672  |
| 6     | Альфредо Морелос     | Рейнджерс            | 4    | 680  |
| 6     | Рафаель Сантос Борре | Айнтрахт (Франкфурт) | 4    | 1093 |
| 6     | Рікарду Орта         | Брага                | 4    | 1119 |

Примітки
1. ↑  Галено грав за Брагу у груповому етапі та за Порту у плей-оф, після трансферу під час зимового трансферного вікна.

Джерело: УЄФА [Архівовано 26 лютого 2022 у Wayback Machine.]

### Найкращі асистенти
| Місце | Футболіст         | Клуб                 | Передачі | ХВ   |
| ----- | ----------------- | -------------------- | -------- | ---- |
| 1     | Филип Костич      | Айнтрахт (Франкфурт) | 6        | 1140 |
| 2     | Флоріан Віртц     | Баєр 04              | 4        | 437  |
| 2     | Юрі Медейруш      | Брага                | 4        | 674  |
| 2     | Рікарду Орта      | Брага                | 4        | 1119 |
| 5     | Келечі Іхеаначо   | Лестер Сіті          | 3        | 273  |
| 5     | Олександр Головін | Монако               | 3        | 331  |
| 5     | Андреа Петанья    | Наполі               | 3        | 340  |
| 5     | Маріо Гетце       | ПСВ                  | 3        | 421  |
| 5     | Анхеліньйо        | РБ Лейпциг           | 3        | 467  |
| 5     | Серхіо Каналес    | Бетіс                | 3        | 495  |
| 5     | Віктор Мозес      | Спартак (Москва)     | 3        | 525  |
| 5     | Набіль Фекір      | Бетіс                | 3        | 596  |
| 5     | Мусса Діабі       | Баєр 04              | 3        | 623  |
| 5     | Пабло Форнальс    | Вест Гем Юнайтед     | 3        | 759  |
| 5     | Джо Арібо         | Рейнджерс            | 3        | 1111 |
| 5     | Раян Кент         | Рейнджерс            | 3        | 1143 |

Джерело: УЄФА [Архівовано 26 лютого 2022 у Wayback Machine.]

### Команда сезону
УЄФА обрали наступну команду сезону:
| Поз. | Футболіст            | Клуб                 |
| ---- | -------------------- | -------------------- |
| ВР   | Кевін Трапп          | Айнтрахт (Франкфурт) |
| ЗХ   | Крейг Доусон         | Вест Гем Юнайтед     |
| ЗХ   | Мартін Гінтереггер   | Айнтрахт (Франкфурт) |
| ЗХ   | Келвін Бессі         | Рейнджерс            |
| ПЗ   | Джеймс Таверньєр     | Рейнджерс            |
| ПЗ   | Конрад Лаймер        | РБ Лейпциг           |
| ПЗ   | Деклан Райс          | Вест Гем Юнайтед     |
| ПЗ   | Филип Костич         | Айнтрахт (Франкфурт) |
| НП   | Крістофер Нкунку     | РБ Лейпциг           |
| НП   | Рафаель Сантос Борре | Айнтрахт (Франкфурт) |
| НП   | Раян Кент            | Рейнджерс            |

### Гравець сезону
- Филип Костич ( Айнтрахт (Франкфурт))[20]

### Молодий гравець сезону
- Ансгар Кнауфф ( Айнтрахт (Франкфурт))[21]

## Позначки
1. ↑  РБ Лейпциг отримали автоматичну перемогу після того, як УЄФА дискваліфікували Росію через вторгнення Росії в Україну.[12][13][14]